# 08/15
『08/15』は、元ドイツ国防軍の砲兵将校であったハンス・ヘルムート・キルストによって1954年に書かれた、ナチス時代のドイツ国防軍兵士たちの戦前の兵営・戦線・敗戦前後の生活と苦難を描いた三部作の小説であり、戦後ドイツの最初のベストセラーである。日本では1955年に三笠書房から邦訳が出版されている。
小説を原作とした3本の映画も製作されている。

## 慣用句としての08/15
この三部作のタイトル「08/15」（nullachtfünfzehn＝ヌルアハトフュンフツェーンもしくはnullachtfuffzehn＝ヌルアハトフフツェーン）は、ドイツ語の軍隊俗語から派生したドイツ語圏で一般的に使われている慣用句で、月並みなもの、特別でないもの、凡庸なものに対して使われる軽蔑の意味のある言い回しである。また標準型のものや時代遅れのものに対しても使われる。この語源は第一次世界大戦のドイツ陸軍で使われた水冷式重機関銃「MG08」の軽量化型機関銃「MG08/15」に由来する。
この作品の登場人物に限らず、ドイツ人にとって「08/15」という言葉は単なる一兵器の名称を超えた意味を持っている。
まず、第一次世界大戦及び戦間期を通じて多くの兵士たちが毎日この機関銃を扱い長く単調な訓練を強いられた。その結果、退屈で過酷な軍隊生活にうんざりした兵士たちの間からいつの間にか月並みなもの、凡庸なものに対して、この「08/15」という言い回しが出てきたと考えられている。
また、「MG08/15」が部品の規格化を実現したドイツ軍最初の制式兵器であることもこの名称を語る上で重要な事実である。
「MG08/15」の原型であるMG08重機関銃までは銃器に部品の規格はなく、部品製造に携わった異なる銃器メーカーの間では互換性がなかった。これを改善したのベルリン・シュパンダウにあった王立銃器製造工場であった。ドイツ規格協会が1918年3月にドイツ工業規格（DIN） 第1号＝DIN1として制定したのがこの「MG08/15」の遊底のテーパーピンである。
このことから「08/15」は「規格品」や「標準品」の同義語ともなり、やがて「想像力のない」「独創性のない」という否定的な概念が生まれ、それぞれが混同されていったものと思われる。 第二次世界大戦でもこの機関銃は予備兵器として使われた。もちろんすでに旧式化した兵器であり、この意味で「時代遅れのもの」という意味が付加されて行った。
現在使われている「08/15」という慣用句は発生当時より否定的な意味が強くなっており、「スクラップ」「役立たず」との意味で使っている例が多いようである。その語源として「MG08/15は材料品質が低下して故障が頻発したため」という解釈がなされているが、「MG08/15」が実際に欠陥兵器であったかは確認されていない。
「08/15」とはこのような意味を持つ言い回しであるが、この『08/15』三部作の題名に関して、かつて存在した作者キルストのオフィシャルサイトによれば、単にその語源となった「MG08/15」に由来するとされていた。キルストがライヒスヴェア（ヴァイマル共和国軍。1935年に国防軍＝ヴェアマハトとなる）に志願入営したのは1933年であり、世界最初の汎用機関銃MG34が制式採用される前年であったために実際にこの「MG08/15」を使った可能性は大きい。

## 小説としての08/15
三部作を通じてのキルストの視点は反ナチズムというよりは反軍隊であり、それぞれに登場する敵役的キャラクターは、いずれも親衛隊ではなく国防軍将兵である。
この小説が出版された時多くの書店が取扱いを拒否した。それは当時のアデナウアー首相の下で無任所大臣であったフランツ・ヨーゼフ・シュトラウスが唆したためである。「連邦軍は国防軍の伝統を引き継ぐべきである」という彼の信念と『08/15』は相容れなかったのであった。
キルストとシュトラウスは共に中尉時代、アルテンシュタット(バイエルン州)の第4高射学校で勤務していたことがあるが、互いに激しい嫌悪感を抱いていた仲であり、戦後に至っても対立が続いていた。
当時のドイツでは再軍備に対しての是非論争が盛んであり、この『08/15』三部作は反対派の象徴となった。最初書店に並ぶ数は多くなかったが、結局ベストセラーになった。

"08/15 in der Kaserne"　『零八/一五　兵営の巻』（邦訳：櫻井正寅・櫻井和市）
第二次大戦の勃発直前、ドイツ国防軍のある砲兵中隊の兵営での物語である。自身志願兵の砲兵であったキルストの体験から、下士官や兵たちの訓練風景や兵営生活が生き生きと描かれている。三作を通しての主人公はヘルベルト・アッシュ。本作では上等兵である。戦友フィアバイン砲手に対する新兵いじめなど、どこの国の軍隊にでもいそうな理不尽な下士官と無定見な将校たち。アッシュ上等兵はそんな軍隊の不条理に一人反抗していく。本作の裏の主人公と言えるのは中隊の最先任下士官、シュルツ先任曹長である。その妻とともに単なる憎まれ役以上の細かい性格づけがなされている。
"08/15 im Krieg"　『零八/一五　戦線の巻』（邦訳：藤村宏・櫻井和市）
第二次世界大戦が始まり、アッシュたちの砲兵中隊は東部戦線へ。主な舞台は戦場であるが、本作では戦闘の描写よりも、前進車両陣地の様子、物資調達の「神様」、そして慰問団など戦場での生活が第一作同様細かく描かれている。本国から転勤して来た、実戦経験がないために戦功章を狙っている新任の中隊長が混乱を巻き起こす。アッシュは今や軍曹となっていて、この栄達しか頭にない中隊長と対決する。他方、鉄十字章受章の砲班長となったフィアバイン伍長は機材受領のため故郷の補充大隊へ派遣されるが、そこで中尉に特進していたシュルツ元先任曹長に捉まってしまう。泥濘の戦場と、のんびりした日常が続いていた本国との対比が描かれている。
この、「本国から転勤して来た、実戦経験がなく戦功章を狙っている新任の中隊長」がサム・ペキンパー監督の『戦争のはらわた』の設定とそっくりであるとして映画の公開当時話題になったことがある。
なお、この巻に限り、現在のドイツ語版原作にある戦争の実相を描いた部分数か所が、1955年初版の三笠書房版には欠落している。
"08/15 bis zum Ende"　『零八/一五　終戦の巻』（邦訳：城山良彦・櫻井和市）
1945年。戦線は崩壊し戦場は故郷へと迫る。第三作の舞台は再び本国のかつての砲兵中隊の駐屯地である。戦争末期の混乱に乗じて抜け駆けの利益を得ようとするハイエナのような二人の将校が登場する。しかも彼らは多くの兵士を情容赦なく処断してきた、即決軍法会議の構成員なのである。今は少尉になったアッシュは彼らを追及する。上等兵であった時と同じく、あくまでも自らの信念に基づいて不条理と戦おうとするアッシュ。やがて米軍が兵営を占領し、CICつまり米軍対諜報部隊が君臨する。
本作は終戦直後、ナチズムの信奉者であったとの誹謗によって9ヶ月間米軍収容所に収監された作者の、敗戦後まだ10年を経過していない時点でのドイツの戦後に対する思いが現れている。敵役の二人の将校はいわゆるナチスの代表である親衛隊将校でなく「親衛隊とは異なる真の愛国者たち」と賞賛される国防軍の将校であり、米軍は犯罪者と抵抗運動者を誤認し、大尉まで登り詰めたシュルツの妻は新しい支配者に媚を売る。三部作の中で最もシニカルな筆致で書かれているのが本作である。1955年この作品が映画化された時、敵役の二人の将校はSD（親衛隊保安部）の将校に変えられていた。再軍備＝ドイツ連邦軍の創設に当たって旧国防軍に対する配慮があったものと思われる。

## 映画としての08/15
1954年から1955年にかけて、この三部作は"08/15"、"08/15　Im Krieg (2. Teil)"、"08/15　In der Heimat (3. Teil)"として、パウル・マイ監督、エルンスト・フォン・ザロモン脚本、ヨアヒム・フックスベルガー主演で映画化され、世界的なヒットとなった。日本では1956年～1957年にかけ、『08/15』『戦線の08/15』『最後の08/15』の題名で公開された。